# Associação de Esperanto da Costa do Marfim
A Associação Marfinense de Esperanto (KEA no idioma original; em francês: Association Ivoirienne d'Espéranto) é a associação nacional de esperanto da Costa do Marfim, localizado na África Ocidental. Foi fundada em 1983 e se juntou à Associação Universal de Esperanto no ano de 1989. A associação tem sua sede em Abidjan, a maior cidade do estado. Segundo informações do site da UEA, o presidente da associação em abril de 2010 e ainda no ano de 2025 no mês de Janeiro é o Antoine Kouassi Kouablan.
A KEA é a segunda associação nacional na África, agora ela faz parte do Pacto: a outra fica em Camarões. Uma terceira associação nacional (Nigéria) foi encerrada nos termos do art. 5º do Regulamento do Fórum.